# بازاریابی دقیق
بازاریابی دقیق (به انگلیسی: Precision marketing) یک تکنیک بازاریابی است که هدف بازاریابی موفق را حفظ، فروش متقابل و افزایش مشتریان فعلی می‌داند.
بازاریابی دقیق بر ارتباط به عنوان بخشی از تکنیک تأکید می‌کند. برای دستیابی به بازاریابی دقیق، بازاریابان ترجیحات شخصی را مستقیماً از گیرندگان درخواست می‌کنند. آنها همچنین داده‌های رفتاری و معاملاتی را جمع‌آوری و تجزیه و تحلیل می‌کنند.

## توسعه
توسعه بازاریابی دقیق همزمان با توسعه بخش‌بندی بازار، پیشرفت فناوری و واکنش مشتری به گسترش بازاریابی انبوه است.
زابین و برباخ توسعه بخش‌بندی بازار را به ترسیم کرده‌اند. آنها شروع به کار این اصطلاح را در دهه ۱۹۵۰ توصیف می‌کنند و نشان می‌دهند که با گذشت زمان، اطلاعات بیشتری برای اهداف بازاریابی در نظر گرفته شده‌است. تقسیم‌بندی بازار از جمعیت‌شناسی ساده در دهه ۱۹۵۰ به زمین‌شناسی و تقسیم‌بندی رفتاری در دهه ۱۹۶۰ (تمایل به خرید) به داده‌های روان‌شناسی در دهه ۱۹۷۰ (شخصیت و شیوه زندگی)، به وفاداری و سودآوری مشتری در دهه ۱۹۹۰ و به داده‌های اقتصادی در زمان کنونی تبدیل شد. . تکامل مفهومی بخش‌بندی بازار، سنگ بنای بازاریابی دقیق است. در بازاریابی دقیق، بخشها را می‌توان به صورت زیر تعریف کرد: دانشجویان MBA تمام وقت، متأهل با فرزندان خردسال، برنامه‌ریزی تعطیلات بعدی خود را.
تکامل بخش‌بندی با پیشرفت‌های فناوری پشتیبانی می‌شود. تغییر به سمت دیجیتال امکان ضبط و نگهداری آسانتر داده‌ها را فراهم کرد در حالی که پایگاه‌های داده کارآمد، قابلیت استفاده از آن داده‌ها را تسهیل کرد. اگرچه پیشرفت فناوری در نوع تقسیم‌بندی بازار مورد استفاده در بازاریابی دقیق بسیار مهم بود، اما آنها نیروی محرکه این امر نبودند. در عوض، تقاضا و انتظارات مشتریان، در کنار رقابت شدید، عوامل محرک بودند.
لیمر و سیمونز (Learmer & Simmons، ۲۰۰۷) تشخیص داده‌اند که مصرف‌کنندگان آمریکایی بیش از ۳۰۰۰ پیام بازاریابی را در روز دریافت می‌کنند. پیام‌های بازاریابی به‌طور فزاینده ای در حوزه چاپی (پست مستقیم و بازاریابی تلفنی) و دیجیتال (ایمیل) و تلفن همراه. در نتیجه، مشتریان کمتر از ارتباطات ناخواسته بازاریابی استقبال می‌کنند، به ویژه اگر ارتباطات بی ربط یا غیر شخصی باشد. این زمینه ای است که باعث ایجاد بازاریابی دقیق شد.